# Riodacite
La riodacite è una roccia effusiva di composizione felsica della serie alcali-calcica, intermedia fra la riolite e la dacite. Il suo corrispondente intrusivo è la granodiorite.